# Маргинальная наука
Маргинальная наука — научное направление исследований в установившейся научной области, которое значительно отклоняется от преобладающих или ортодоксальных теорий и считается «пограничной» частью академической дисциплины. Считается, что маргинальные концепции в высокой степени умозрительны или пользуются слабой поддержкой со стороны магистрального направления науки.
Традиционно термин «маргинальная наука» используется для описания необычных теорий или моделей открытия, которые основываются на существующем научном принципе и научном методе. Подобные теории могут защищаться учёным, который признан широким научным сообществом (благодаря публикациям рецензируемых исследований), однако это не обязательно. В широком смысле маргинальная наука согласуется с общепринятыми стандартами, не призывает к перевороту в науке и воспринимается пусть скептически, но как здравые в основе суждения.
Выражение «маргинальная наука» часто считают пейоративным. Например, Лайелл Д. Генри-мл. утверждает, что «маргинальная наука — это термин, наводящий на мысль о помешательстве».

## Маргинальная наука и лженаука (псевдонаука)
Термин «маргинальная наука» иногда используется для описания областей, фактически являющихся лженаукой, или областей, обычно называющихся «науками», но где отсутствует научная строгость или достоверность.
Некоторые современные широко принятые теории, такие, как тектоника плит, возникли в рамках маргинальной науки, и на протяжении десятилетий к ним относились отрицательно. Отмечалось, что:
Смешение между наукой и лженаукой, между честной научной ошибкой и настоящим научным открытием не является новым и является постоянным признаком научной жизни […] Принятие научным сообществом нового направления может запаздывать.
Лженаука отличается от маргинальной науки отсутствием научного метода, что приводит к заведомой ложности и невоспроизводимости результатов. Границы между маргинальной наукой и лженаукой являются весьма спорными и трудно определяемыми аналитически, даже после более чем столетнего диалога между философами науки и учёными в различных областях, несмотря на некоторые базовые согласия по основам научной методологии. Большинство учёных рассматривает маргинальную науку как рациональную, но маловероятную. Маргинальное научное направление может не получить консенсуса по многим причинам, включая неполноту или противоречивость доказательств. Маргинальная наука может быть протонаукой, ещё не принятой большинством учёных. Признание маргинальной науки со стороны магистрального направления во многом зависит от качества открытий, достигнутых в ней.

## Примеры
- Отрицание существования чёрных дыр является маргинальной астрономической и физической теорией[11].
- Летопись Аскольда в исторической науке является маргинальной идеей.
- Антинорманизм является маргинальной научной теорией.

### Исторические примеры

#### Непризнанные или частично признанные теории
- Вильгельм Райх исследовал оргон, якобы открытую им физическую энергию, в результате чего от него отвернулось сообщество психиатров, и он попал в тюрьму за нарушение судебного запрета на исследования в этой области.
- Лайнус Полинг (дважды лауреат Нобелевской премии) полагал, что большое количество витамина C — панацея от целого ряда болезней; эта точка зрения не получила признания. Он также отрицал возможность существования т. н. квазикристаллов и называл их первооткрывателя, Дана Шехтмана «квази-учёным».
- Новое учение о языке в версии академика Николая Марра представляло собой в целом лженауку, отвергавшую выработанный в лингвистике метод и лишённую проверяемости результатов, в то время как попытка адаптировать его к лингвистической реальности с изменением предметной области («стадиальная типология» Ивана Мещанинова, отчасти продолженная Георгием Климовым) представляет собой маргинальную теорию, часть положений которой была быстро отвергнута, а часть впоследствии использована в современной лингвистической типологии.

#### Бывшие маргинальные теории
- Теория дрейфа континентов была предложена Альфредом Вегенером в 1920-е годы, но до конца 1950-х годов не встречала поддержки со стороны магистрального направления в геологии; сейчас она общепризнана.
- Геометрия Лобачевского. Научное признание работы Николая Лобачевского получили в результате публикации аналогичных исследований зарубежных авторов спустя несколько десятилетий после его смерти.
- Исследования Константина Циолковского, впервые доказавшего, что аппаратом, способным совершить космический полёт, является ракета, не были оценены ни соотечественниками, ни зарубежными учёными — они просто на эпоху обогнали своё время. Аналогичная ситуация произошла с его конструкторскими разработками в области аэронавтики, в то время как разработанные им аэродинамически оптимальные формы крыла и фюзеляжа самолёта до сих пор актуальны.
- Теория множеств, разработанная немецким математиком Георгом Кантором, встретила острую критику со стороны его современников. В частности, в публичных заявлениях и личных выпадах Леопольда Кронекера в адрес Кантора мелькали иногда такие эпитеты, как «научный шарлатан», «отступник» и «развратитель молодёжи». Гёста Миттаг-Леффлер, издатель журнала «Acta mathematica», в котором Кантор публиковал свои труды, попросил его отозвать одну из статей, написав, что эта статья «опередила время примерно лет на сто». Он оказался недалёк от истины. По крайней мере, в Советском Союзе основные понятия теории множеств были включены в программу школьного образования к середине 1960-х гг. в процессе реформы школьного математического образования и, можно считать, окончательно утвердились в 1984 году — как раз к столетию от описываемых событий[12].
- Специальная теория относительности Альберта Эйнштейна была принята мировым академическим научным сообществом далеко не сразу, как этого можно было ожидать от, казалось бы, столь очевидного достижения научной мысли.  Немало учёных сочли «новую физику» чересчур революционной. Она отменяла эфир, абсолютное пространство и абсолютное время, ревизовала механику Ньютона, которая 200 лет служила опорой физики и неизменно подтверждалась наблюдениями. …Многие видные физики остались верными классической механике и концепции эфира, среди них Лоренц, Дж. Дж. Томсон, Ленард, Лодж, Нернст, Вин.[13]
- Корпускулярная теория света Исаака Ньютона. Ньютон предположил, что свет представляет собой поток чрезвычайно мелких частиц (фотонов). Согласно предсказаниям этой теории, скорость света в среде должна превышать скорость света в пустом пространстве. После того, как измерения показали обратное, теория была отвергнута. Корпускулярная теория света долго считалась неверной, особенно в связи с огромными успехами волновой теории в описании таких явлений, как дифракция и интерференция. Корпускулярная теория возродилась как часть корпускулярно-волнового дуализма в начале XX века в квантовой механике и, позднее, в теории поля.

## Общественное значение
В конце XX века большое развитие получила маргинальная критика научных теорий на основе буквалистского понимания различных священных писаний; целые разделы науки, например, теория эволюции или палеонтология, объявляются «спорными» или фундаментально слабыми.
С точки зрения эпистемологии, эта трактовка обычно основывается на непонимании целей науки: научный метод рассматривается не как средство установления бесспорной истины, а как орудие вечного спора.
В развитии популярных представлений о «спорности» целых разделов науки большую роль играют СМИ. Отмечалось, что «с точки зрения медиа, противоречивая наука лучше „продаётся“, в том числе потому, что она связана с важными общественными вопросами».